# セキュリティゲート
セキュリティゲートとは、IDカード認証や生体認証により、正しく認証された人間だけの通行を許可するゲートである。通常の扉では、認証された人間に続いて、不正侵入者が共連れ通行するといった不正通行を防ぐことができないが、セキュリティゲートでは通行検知センサーもしくはその物理的構造により、不正通行を検知・防止するための能力が備わっている。近年では、セキュリティ性が求められるデータセンターやオフィスビルのエントランスなどへの設置が増えている。

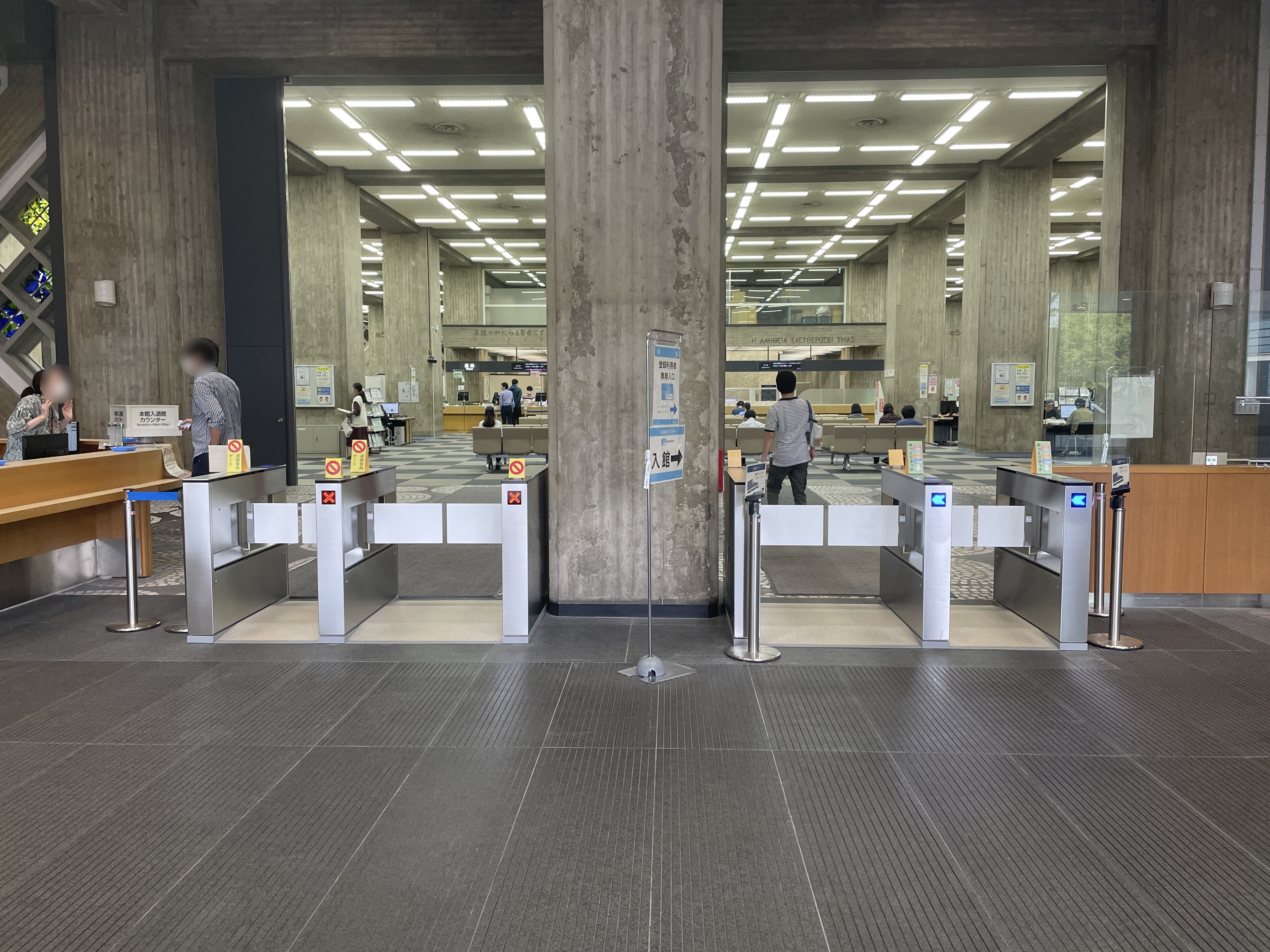
セキュリティゲートの例（国立国会図書館東京本館）

## 日本国内メーカー
- クマヒラ
- 高見沢サイバネティックス
- 近計システム
- 日本ハルコン
- スキーデータ
- ナブテスコ
- アート

## 入退室管理システム/セキュリティゲート取扱
- 高千穂交易株式会社
- アート